# 斯普瓦
斯普瓦（法語：Spoy，法語發音：[spwa]）是法国科多尔省的一个市镇，位于该省东部，属于第戎区。

## 地理
斯普瓦（47°26'46"N, 5°11'24"E）面积12.04 平方千米，位于法国勃艮第-弗朗什-孔泰大區科多尔省，该省份为法国中东部省份，北起奥布省，西接涅夫勒省和约讷省，南至索恩-卢瓦尔省，东南接汝拉省，东临上索恩省，东北部与上马恩省接壤。
与斯普瓦接壤的市镇（或旧市镇、城区）包括：吕克斯、布罗尼翁、皮尚日、贝尔勒沙泰勒、弗拉塞、圣于连。

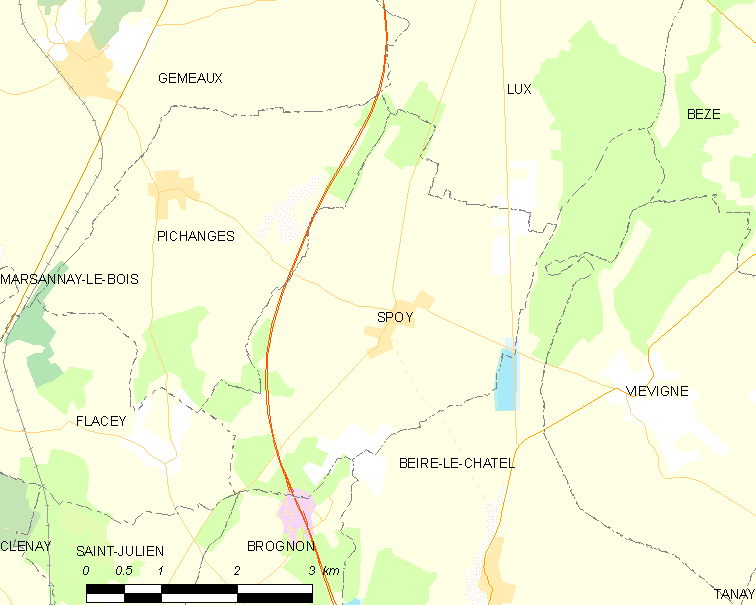
斯普瓦的OSM定位图

斯普瓦的时区为UTC+01:00、UTC+02:00（夏令时）。

## 行政
斯普瓦的邮政编码为21120，INSEE市镇编码为21614。

## 政治
斯普瓦所属的省级选区为蒂耶河畔伊斯县。

## 人口

1962-2008年间斯普瓦人口变化图示

斯普瓦于2022年1月1日时的人口数量为391人。